# Gramsche Determinante
Man kann in der Matrizenrechnung nur Determinanten von quadratischen Matrizen als Maß für die Volumenänderung ihrer Abbildung definieren. Für nichtquadratische Matrizen gibt es Minoren und Gramsche Determinanten (nach Jørgen Pedersen Gram), die Ähnliches leisten.

## Definition
Für alle Matrizen {\displaystyle A\in K^{m\times n}} mit {\displaystyle m\geq n} nennt man {\displaystyle \operatorname {Gram} (A)=\det(A^{T}A)} die Gramsche Determinante. Es gilt: {\displaystyle \operatorname {Gram} (A)} ist für {\displaystyle K=\mathbb {R} } nie negativ und genau dann {\displaystyle 0}, wenn {\displaystyle \operatorname {rang} A<n}, also wenn die Spalten von {\displaystyle A} linear abhängig sind. Man kann die Gramsche Determinante auch nach dem Satz von Binet-Cauchy als Summe über das Quadrat aller maximalen Minoren schreiben.

## Gramsche Matrix
Für {\displaystyle A\in \mathbb {R} ^{m\times n}} sind die Einträge der Matrix {\displaystyle A^{T}A=:M} die kanonischen Skalarprodukte der Spalten von {\displaystyle A}. Hierzu betrachtet man die folgende Verallgemeinerung:
Sei auf einem {\displaystyle n}-dimensionalen K-Vektorraum {\displaystyle V} mit der Basis {\displaystyle (v_{1},..,v_{n})} eine Bilinearform {\displaystyle \langle \cdot ,\cdot \rangle \colon V\times V\to K,\quad (v,w)\mapsto \langle v,w\rangle } definiert. Dann nennt man die Matrix 
{\displaystyle M:={\begin{pmatrix}\langle v_{1},v_{1}\rangle &\cdots &\langle v_{1},v_{n}\rangle \\\vdots &&\vdots \\\langle v_{n},v_{1}\rangle &\cdots &\langle v_{n},v_{n}\rangle \end{pmatrix}}}
die zur Bilinearform {\displaystyle \langle \cdot ,\cdot \rangle } gehörige Gramsche Matrix, bzw. darstellende Matrix der Bilinearform. Letzte wird durch die Einträge der Gram-Matrix vollständig festgelegt. 
Die Bilinearform {\displaystyle \langle \cdot ,\cdot \rangle } ist genau dann ein Skalarprodukt, wenn {\displaystyle M} symmetrisch und positiv definit ist. 
Ist {\displaystyle \langle \cdot ,\cdot \rangle } ein Skalarprodukt, {\displaystyle v_{1},\dots ,v_{n}} eine beliebige Menge von Vektoren aus {\displaystyle V}, so bezeichnet man {\displaystyle M} als die Gram-Matrix von {\displaystyle v_{1},\dots ,v_{n}}. Eine wichtige Anwendung in diesem Fall ist das Kriterium der linearen Unabhängigkeit: Die Vektoren sind genau dann linear unabhängig, wenn ihre Gramsche Determinante (Determinante der Gram-Matrix) nicht Null ist. Da die Gramsche Determinante in diesem Falle nichtnegativ ist, kann man aus ihr die Wurzel ziehen und durch
{\displaystyle \operatorname {Vol} (v_{1},\dotsc ,v_{n}):={\sqrt {\det(M)}}}
das {\displaystyle n}-dimensionale Volumen des durch {\displaystyle v_{1},\dots ,v_{n}} aufgespannten Spates erklären.